# Grabów (obwód rówieński)
Grabów (ukr. Грабів, Hrabiw) – wieś na Ukrainie, w obwodzie rówieńskim, w rejonie rówieńskim, w hromadzie Zoria. W 2001 liczyła 1314 mieszkańców.
W okresie międzywojennym wieś znajdowała się w granicach II RP, wchodząc w skład gminy Klewań w powiecie rówieńskim, w województwie wołyńskim.